# فاتا مورغانا

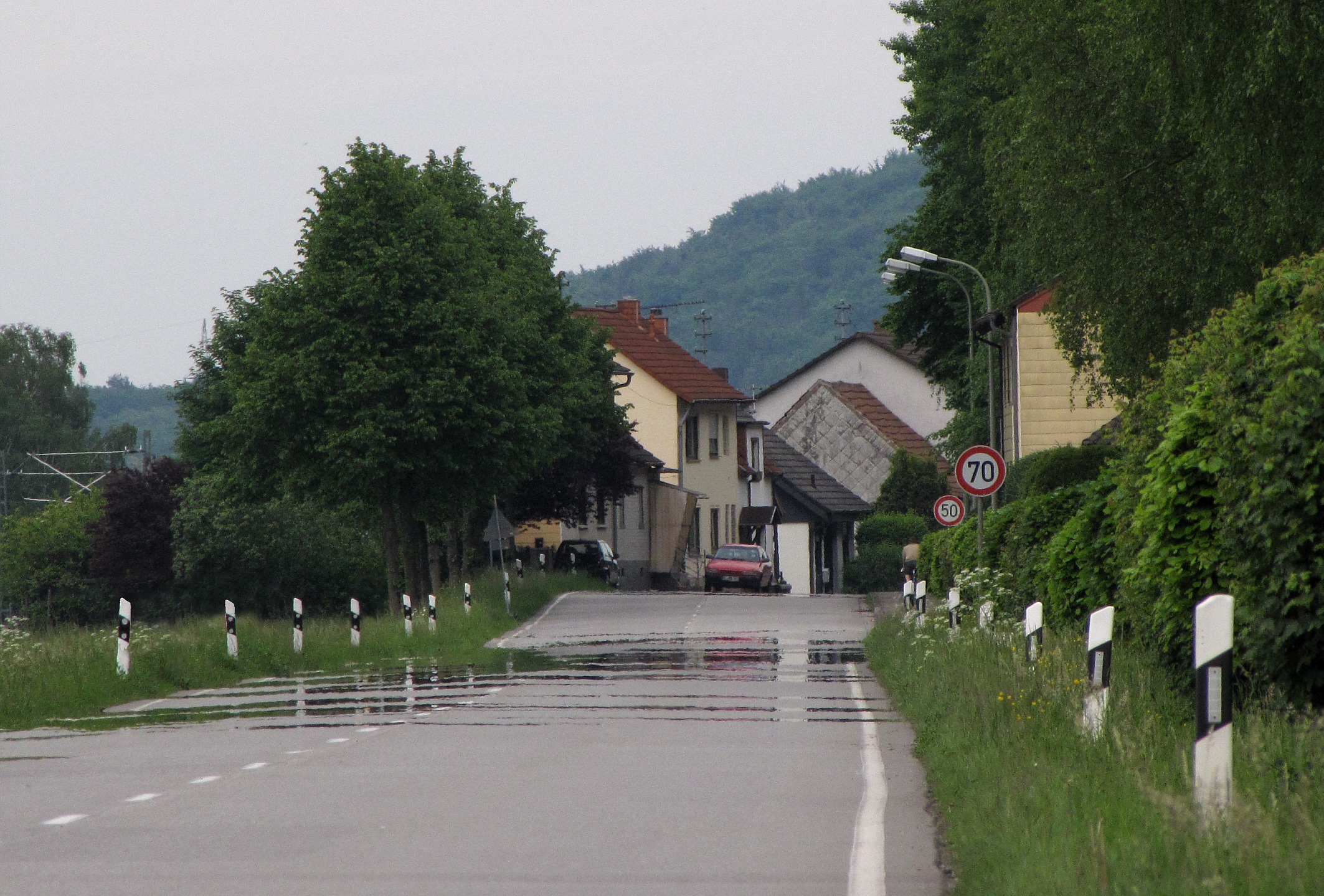
ظاهرة فاتا مورغانا بادية على أحد الشوارع في فصل الصيف في ألمانيا.

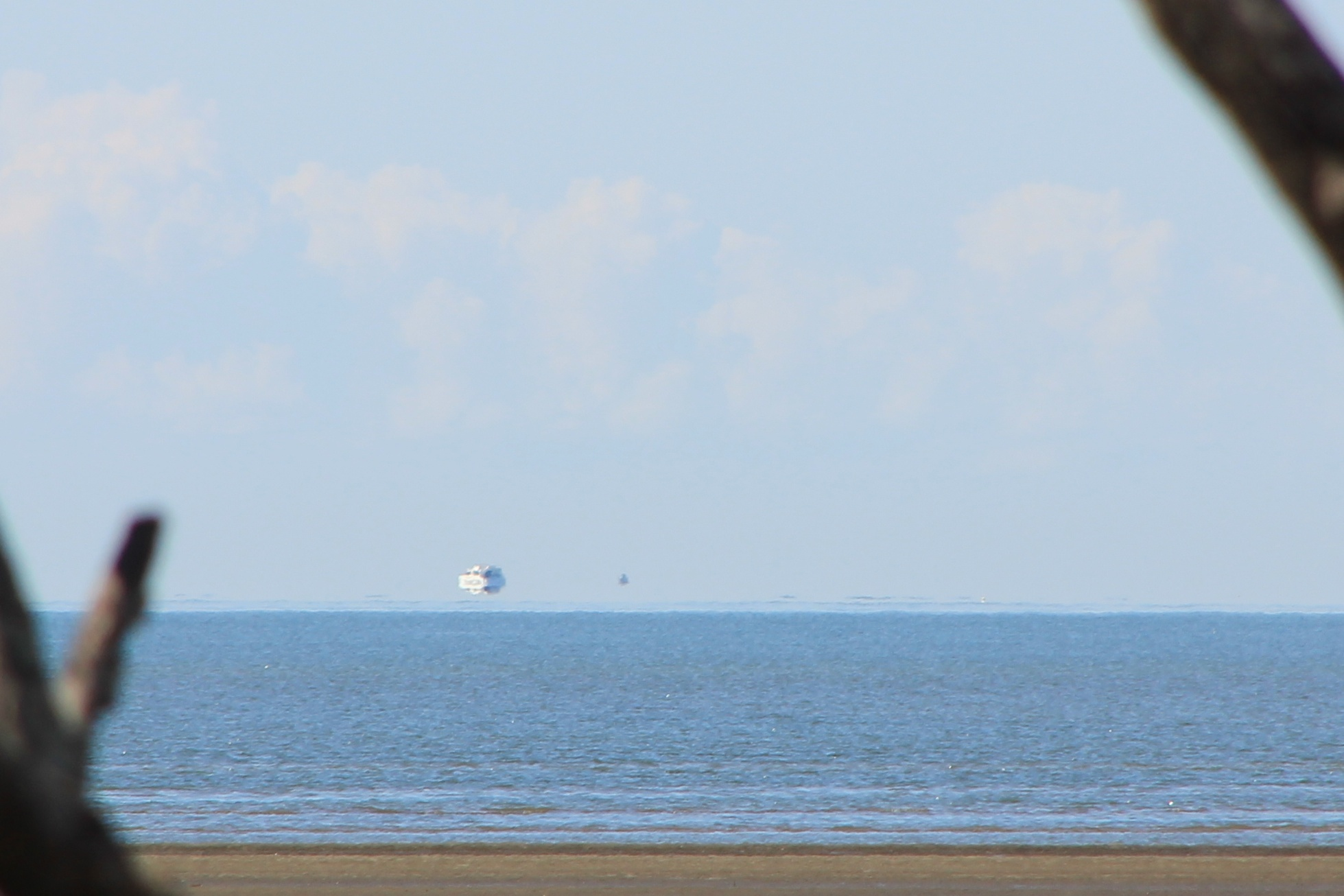
ظاهرة فاتا مورغانا فوق سطح البحر في أستراليا.

فاتا مورغانا (الوهم أو الآل Fata Morgana) هي ظاهرة بصرية تصنف من أنواع السراب، والذي يشاهد عند شريط ضيق فوق الأفق. تؤدي ظاهرة السراب هذه إلى حدوث تشوه في شكل الأجسام المشاهدة، بحيث يصعب تمييزها. 
أتت تسمية فاتا مورغانا من اللغة الإيطالية، ومعناها الجنّية مورغانا، وهو الاسم الإيطالي لمورغان الجنية.

## الظاهرة
يمكن ملاحظة سراب فاتا مورغانا في البحر أو على اليابسة، وهو سريع التغير، ويظهر الأشياء على شكل مضغوط أو ممطوط.
تحدث هذه الظاهرة البصرية بسبب انكسار أشعة الضوء عند مرورها في طبقات متفاوتة في درجة الحرارة من الهواء، والتي تكون على شكل منفصل وغير متجانس، والتي تظهر خاصية انعكاس حراري، أي وجود طبقات من الهواء الساخن على تماس مباشر مع من طبقة هواء باردة كثيفة وقريبة من سطح الأرض. وجود هذا التماس يؤدي إلى انكسار الأشعة الضوئية مما يؤدي إلى نشوء هذه الظاهرة بسبب تشكل ما يشبه العدسة، والتي تؤدي إلى ظهور الأشكال بشكل مقلوب.

## معرض صور

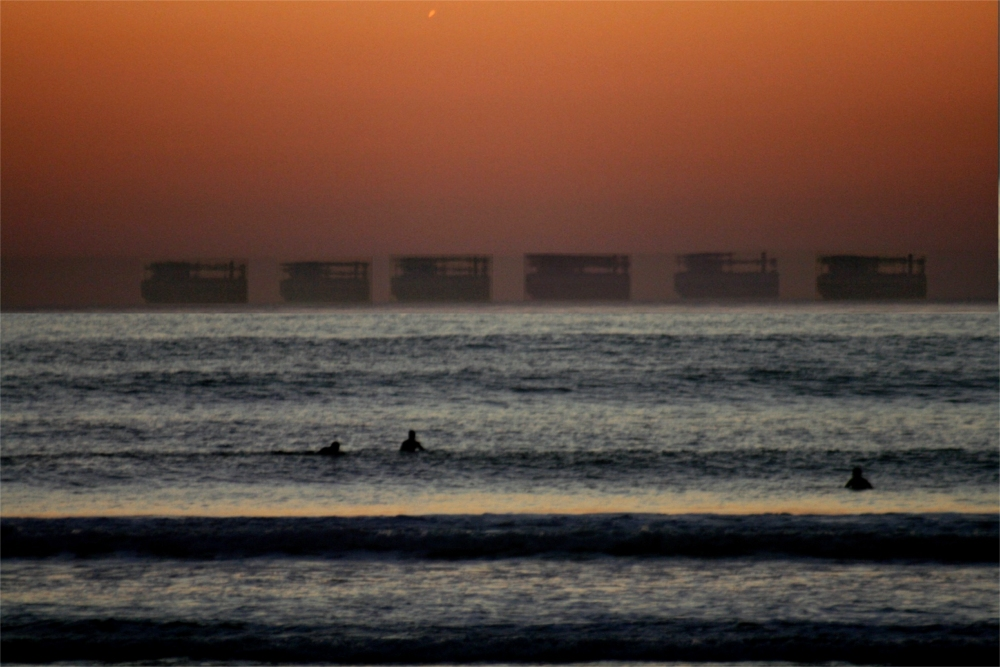
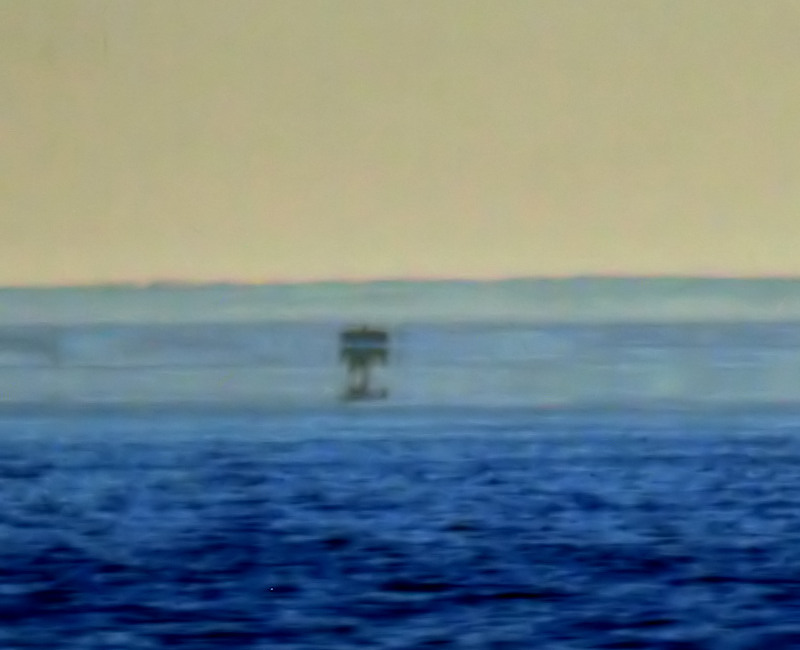
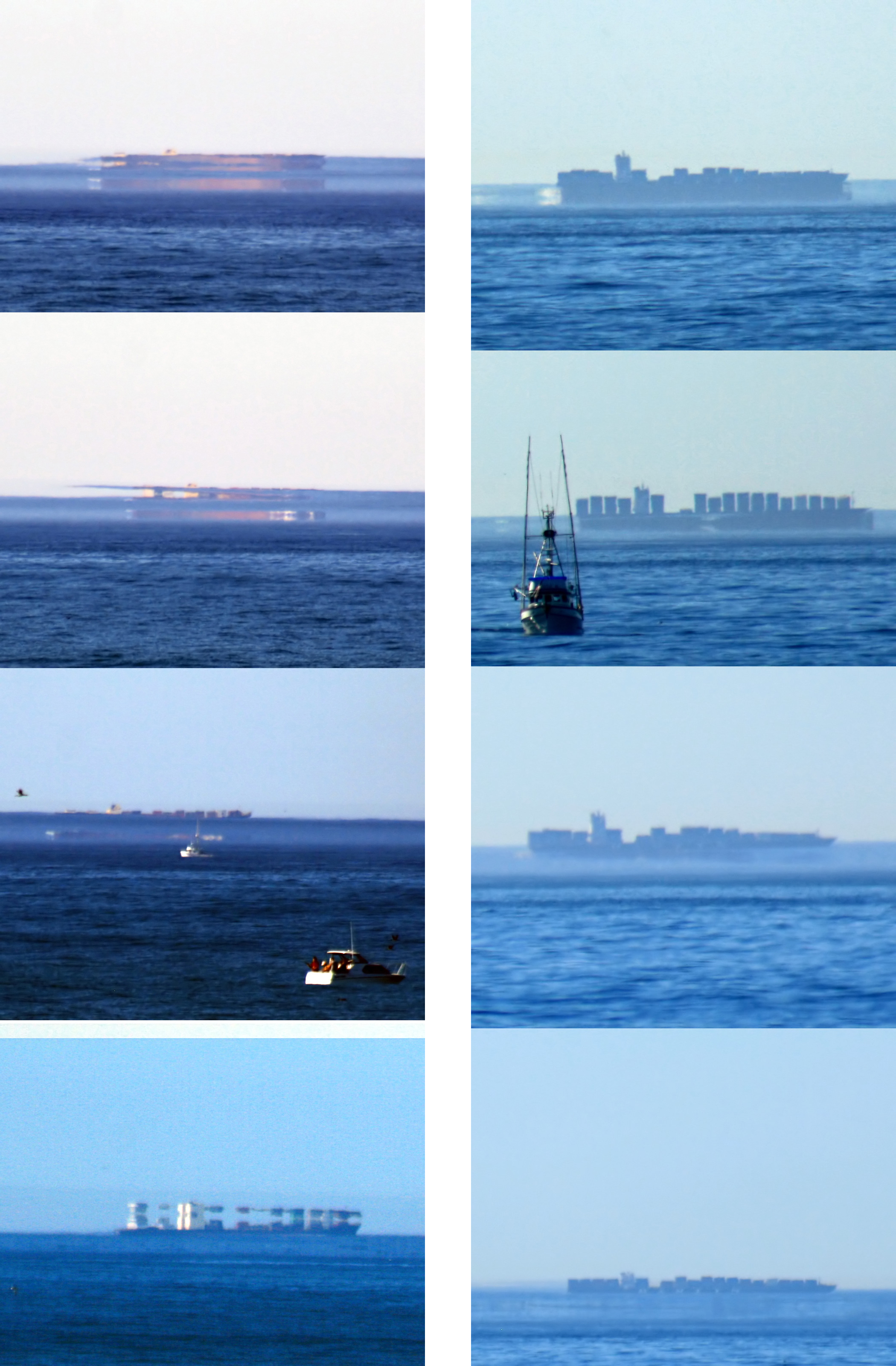

## اقرأ أيضاً
- سراب